# 요시다 마사오
요시다 마사오(일본어: 吉田 昌郎, 1955년 2월 17일 ~ 2013년 7월 9일)는 일본의 기술자이다. 2011년 3월 동일본대지진 당시 도쿄전력 후쿠시마 제1 원자력 발전소 소장을 지냈다.

## 생애
오사카부에서 태어났다. 1977년 도쿄공업대학 공학부를 졸업했다. 1979년 같은 대학 대학원에서 원자핵공학을 전공했다. 대학 선배의 권유로 도쿄전력에 입사했다. 2007년 도쿄전력 원자력 시설 관리 부장을 지냈다. 2009년 니가타현 지진 대응 문제로 1개월 감봉 처분을 받았다. 2010년 6월부터 원자력 시설 관리부장 겸 후쿠시마 제1 원자력 발전소 소장이 되었다. 동일본대지진 이후인 2011년 12월 1일자로 식도암 치료차 소장직에서 물러났다. 그의 방사능 피폭량은 총 약 70 밀리시버트였다. 2012년 7월 30일 뇌출혈로 응급 수술을 받았고, 2013년 7월 9일 식도암으로 게이오 대학 병원에서 세상을 떠났다.

## 일화
- 2011년 3월 12일 간 나오토 당시 총리와 도쿄전력 본사가 원자로 냉각용 바닷물 주입을 중단하라고 지시하자, 겉으로는 따르는 척하며 실제로는 바닷물을 계속 주입했다.[2]